# Garrulax berthemyi
El charlatán rojizo chino (Garrulax berthemyi) es una especie de ave paseriforme de la familia Leiothrichidae endémica de China. Anteriormente se consideraba una subespecie del charlatán rojizo de Formosa.

## Distribución y hábitat
Se encuentra únicamente en los bosques húmedos subtropicales del sur de China.